# Maurice Bénichou
Pour les articles homonymes, voir Benichou.
Maurice Bénichou, né le 23 janvier 1943 à Tlemcen (Algérie) et mort le 14 juin 2019 dans le 15e arrondissement de Paris, est un acteur de théâtre, de cinéma, de télévision et metteur en scène français.

## Biographie
Pendant sa jeunesse, Maurice Bénichou est chanteur dans des cafés. Il rencontre à cette époque Marcel Maréchal, qui l'encourage à monter sur les planches dès 1965. Il devient bientôt l'acteur-fétiche de Peter Brook.
Il tourne avec des metteurs en scène talentueux comme Henri Verneuil, Yves Robert, Raoul Ruiz…
Il est fait officier de la Légion d'honneur en juin 2013 par Aurélie Filippetti, ministre de la Culture.
Il meurt dans la nuit du 14 au 15 juin 2019 à l'âge de 76 ans. Incinéré au crématorium du Père-Lachaise, ses cendres sont inhumées au cimetière communal de Longpont-sur-Orge (Essonne).

### Famille
Maurice Bénichou est l'époux de la comédienne Geneviève Mnich et le père de Julien Bénichou, chef d'orchestre et chef de chœur, dont la mère est Anne Clément. Il est le frère de Charles Bénichou (1946-2024), comédien et chanteur.

## Filmographie partielle

### Cinéma
- 1969 : Paris n'existe pas de Robert Benayoun

#### Années 1970
- 1972 : Les Camisards de René Allio : Moïse Plantat
- 1973 : Le Mariage à la mode de Michel Mardore
- 1976 : Le Petit Marcel de Jacques Fansten : Garcia
- 1976 : Un éléphant ça trompe énormément d'Yves Robert : Gonthier
- 1976 : La Question de Laurent Heynemann : Vincent
- 1977 : L'Animal de Claude Zidi : le valet
- 1978 : Sale rêveur de Jean-Marie Périer : Taupin
- 1978 : Les Routes du sud de Joseph Losey : Garcia
- 1978 : La Vocation suspendue de Raoul Ruiz : le premier membre de la dévotion
- 1979 : I... comme Icare d'Henri Verneuil : Robert Sanio, l'homme à la caméra

#### Années 1980
- 1981 : Le Jardinier de Jean-Pierre Sentier : le contremaître
- 1981 : Instinct de femme de Claude Othnin-Girard : le conférencier des rats
- 1982 : Qu'est-ce qui fait courir David ? d'Élie Chouraqui : Albert
- 1989 : Le Mahâbhârata de Peter Brook ; Kitchaka

#### Années 1990
- 1990 : La Fracture du myocarde de Jacques Fansten : le voisin
- 1993 : La Petite Apocalypse de Costa-Gavras : Arnold
- 1993 : Fausto de Rémy Duchemin : Lucien
- 1993 : Tout le monde n'a pas eu la chance d'avoir des parents communistes de Jean-Jacques Zilbermann : Bernard
- 1994 : Les Patriotes d'Éric Rochant : Yuri
- 1995 : Mordbüro de Lionel Kopp : Léo Stoychev
- 1997 : L'homme est une femme comme les autres de Jean-Jacques Zilbermann : le père de Rosalie

#### Années 2000
- 2000 : Code inconnu de Michael Haneke : le vieil arabe
- 2000 : Drôle de Félix d'Olivier Ducastel et Jacques Martineau : le pêcheur
- 2000 : Quand on sera grand de Renaud Cohen : Isaac
- 2001 : Le Fabuleux Destin d'Amélie Poulain de Jean-Pierre Jeunet : Dominique Bretodeau
- 2001 : C'est le bouquet ! de Jeanne Labrune : Antoine
- 2002 : Le Temps du loup de Michael Haneke : Monsieur Azoulay
- 2003 : Qui perd gagne ! de Laurent Bénégui : Serge Vaudier
- 2004 : Caché de Michael Haneke : Majid
- 2005 : Le Passager d'Éric Caravaca : Joseph
- 2007 : Boxes de Jane Birkin : Max
- 2007 : Le Candidat de Niels Arestrup : Maxime, écrivain
- 2007 : Les Toits de Paris d'Hiner Saleem : Amar
- 2008 : Inju : la Bête dans l'ombre de Barbet Schroeder : l'agent Alex Fayard
- 2008 : Paris de Cédric Klapisch : le psy
- 2008 : Passe-passe de Tonie Marshall : Serge
- 2008 : Le Grand Alibi de Pascal Bonitzer : Lieutenant Grange
- 2009 : La Grande Vie d'Emmanuel Salinger : Kowalski
- 2009 : Mensch de Steve Suissa : Simon Safran
- 2009 : Jusqu'à toi de Jennifer Devoldère : le réceptionniste

#### Années 2010
- 2010 : Si tu meurs, je te tue de Hiner Saleem : l'employé de la morgue
- 2010 : Le Chat du rabbin de Joann Sfar et Antoine Delesvaux : voix du Rabbin
- 2011 : Omar m'a tuer de Roschdy Zem : Jacques Vergès
- 2011 : Les Hommes libres d'Ismaël Ferroukhi :
- 2012 : Au cas où je n'aurais pas la palme d'or de Renaud Cohen : le rabbin / Maurice Bénichou
- 2015 : De douces paroles (en) (The Kind Words) de Shemi Zarhin (he) : Maurice Lyon

#### Courts métrages
- 1978 : L'Arrêt au milieu de Jean-Pierre Sentier : le petit homme
- 1988 : Nikola de Brina Svit : l'homme du rendez-vous
- 1995 : Quand je serai grand, mon père il sera policier de Vincent Monnet : le père
- 2001 : Candidature d'Emmanuel Bourdieu : le président du jury
- 2001 : Le Petit Noël des cocus de Valentin Bardawil : Adrien Bear
- 2001 : L'Avenir nous appartient d'Alexia de Oliveira Gomes : Georges
- 2011 : Etreinte de Sébastien Jaudeau : Victor

### Télévision

#### Années 1970
- 1970 : Judith de Robert Maurice (téléfilm) :
- 1970 : Reportage sur un squelette ou Masques et bergamasques de Michel Mitrani (téléfilm) : Arlequin numéro 2
- 1972 : Les Fossés de Vincennes de Pierre Cardinal (téléfilm) : la voix de Bonaparte
- 1974 : Cadoudal de Guy Séligmann (téléfilm) : Savary

#### Années 1980
- 1982 : La Cerisaie d'Anton Tchekhov, mise en scène Peter Brook (captation tv) : Yaya
- 1982 : Paris-Saint-Lazare de Marco Pico (mini série tv) : le client d'Annick
- 1982 : Les Tribulations de Manuel d'Hervé Baslé (téléfilm) : le poète

#### Années 1990
- 1990 : Le Mahâbhârata de Peter Brook (mini série tv) : Kitchaka
- 1994 : Madame le Proviseur, épisode Boycott de José Pinheiro (série TV) : Monsieur Lepape
- 1996 : Le Grand Banc d'Hervé Baslé (mini série TV)
- 1997 : Entre terre et mer d'Hervé Baslé (mini série tv) : Cul-Roussi
- 1999 : Pepe Carvalho, épisode La Solitude du manager de Merzak Allouache (série TV) : le commissaire Mougin

#### Années 2000 et 2010
- 2000 : Combats de femme (série tv) : La Fille préférée de Lou Jeunet: Michel
- 2002 : Le Champ dolent d'Hervé Baslé (mini série tv) : Angelmon
- 2005 : Le Cocon, débuts à l'hôpital de Pascale Dallet (mini série tv) : Bonneval
- 2006 : PJ, saison 10, épisode 8 Vincent de Gérard Vergez (série tv) : Lansac
- 2008 : Doom-doom de Laurent Abitbol et Nicolas Mongin (série tv) : Nataf
- 2009 : La Tueuse de Rodolphe Tissot (téléfilm) : Tarnowski
- 2011 : L'Amour fraternel de Gérard Vergez (téléfilm) : le père Chanu

## Théâtre

### Comédien
- 1968 : Le Prix de la révolte au marché noir de Dimítris Dimitriádis, mise en scène Patrice Chéreau, Théâtre de la Commune, Théâtre du Gymnase, Théâtre de la Cité de Villeurbanne
- 1969 : Le Prix de la révolte au marché noir de Dimítris Dimitriádis, mise en scène Patrice Chéreau, Comédie de Saint-Étienne

#### Années 1970
- 1970 : Le Roi Lear de William Shakespeare, mise en scène Pierre Debauche, Théâtre des Amandiers, Maison de la Culture du Havre
- 1970 : Le Marquis de Montefosco d’après Le Feudataire de Carlo Goldoni, mise en scène Jean-Pierre Vincent, Théâtre de Sartrouville Grenier de Toulouse
- 1971 : Le Marquis de Montefosco d’après Le Feudataire de Carlo Goldoni, mise en scène Jean-Pierre Vincent, Festival du Marais Hôtel de Béthune-Sully
- 1971 : Le Camp du drap d'or de Serge Rezvani, mise en scène Jean-Pierre Vincent, Festival d'Avignon
- 1971 : Capitaine Schelle, Capitaine Eçço de Serge Rezvani, mise en scène Jean-Pierre Vincent, Théâtre de Chaillot
- 1972 : Dans la jungle des villes de Bertolt Brecht, mise en scène André Engel, Jean Jourdheuil et Jean-Pierre Vincent, Compagnie Vincent-Jourdheuil, Festival d'Avignon, Théâtre de Chaillot
- 1973 : Dans la jungle des villes de Bertolt Brecht, mise en scène André Engel, Jean Jourdheuil et Jean-Pierre Vincent, Théâtre de Nice
- 1973 : Le Cochon noir de Roger Planchon, mise en scène Jacques Rosner, Théâtre Ouvert Festival d'Avignon
- 1974 : Comment harponner le requin ? de Victor Haïm, mise en scène Régis Santon, Théâtre Essaïon
- 1974 : Chez Pierrot de Jean-Claude Grumberg, mise en scène Gérard Vergez, Théâtre de l'Atelier
- 1974 : Timon d'Athènes de William Shakespeare, mise en scène Peter Brook, Théâtre des Bouffes du Nord
- 1976 : Le Défi de Jean-Claude Perrin, mise en scène de l'auteur et Maurice Bénichou, Festival d'Avignon
- 1977 : Le Songe d'une nuit d'été de William Shakespeare, mise en scène Petrika Ionesco, Théâtre des Amandiers
- 1978 : Mesure pour mesure de William Shakespeare, mise en scène Peter Brook, Théâtre des Bouffes du Nord
- 1979 : L'Atelier de Jean-Claude Grumberg, mise en scène Maurice Bénichou, Jean-Claude Grumberg et Jacques Rosner, Théâtre de l'Odéon
- 1979 : La Conférence des oiseaux d’après Farid Al-Din Attar, mise en scène Peter Brook, Festival d'Avignon, Théâtre des Bouffes du Nord

#### Années 1980
- 1981 : La Cerisaie d'Anton Tchekhov, mise en scène Peter Brook, Théâtre des Bouffes du Nord
- 1982 : Faust ou La Fête électrique de Gertrude Stein, mise en scène Richard Foreman, Théâtre de Gennevilliers
- 1983 : La Cerisaie d'Anton Tchekhov, mise en scène Peter Brook, Théâtre des Bouffes du Nord
- 1985 : Mahâbhârata, mise en scène Peter Brook, Festival d'Avignon

#### Années 1990
- 1993 : L'Homme Qui, mise en scène Peter Brook, d'après L'homme qui prenait sa femme pour un chapeau d'Olivier Sacks, Théâtre des Bouffes du Nord
- 1994 : Oleanna de David Mamet, mise en scène Maurice Bénichou, Théâtre de la Gaîté-Montparnasse
- 1996 : Oncle Vania d'Anton Tchekhov, mise en scène Robert Cantarella, Théâtre Daniel Sorano Toulouse, Théâtre de Nice
- 1997 : Maison de poupée d'Henrik Ibsen, mise en scène Deborah Warner, Odéon-Théâtre de l'Europe, Théâtre national de Bretagne
- 1998 : Je suis un phénomène d'après Une progieuse mémoire d'Alexander R. Luria, mise en scène de Peter Brook, Théâtre des Bouffes du Nord
- 1999 : Étoiles de Pierre Laville, mise en scène Maurice Bénichou, Théâtre de la Madeleine

#### Années 2000 et 2010
- 2002-2003 : La mort de Krishna, texte de Jean-Claude Carrière et Marie-Hélène Estienne. Mis en espace au théâtre des Bouffes du Nord par Peter Brook décembre 2002 puis repris en juillet 2003 au Festival d’Avignon.

- 2006 : Ténèbres de Henning Mankell, mise en scène Brigitte Jaques, Théâtre Ouvert
- 2006 : Dans la luge d'Arthur Schopenhauer de Yasmina Reza, mise en scène Frédéric Bélier-Garcia, Théâtre Ouvert
- 2008 : Blackbird de David Harrower, mise en scène Claudia Stavisky, Théâtre des Célestins, Théâtre des Abbesses
- 2009 : Blackbird de David Harrower, mise en scène Claudia Stavisky, Théâtre du Nouveau Monde
- 2009 : Philoctète d'Heiner Müller, mise en scène Jean Jourdheuil, Théâtre des Abbesses
- 2010 : Blackbird de David Harrower, mise en scène Claudia Stavisky, Théâtre des Célestins

### Metteur en scène
- 1976 : Le Défi de Jean-Claude Perrin, mise en scène avec l'auteur, Festival d'Avignon
- 1979 : L'Atelier de Jean-Claude Grumberg, mise en scène avec Jean-Claude Grumberg et Jacques Rosner, Théâtre de l'Odéon
- 1982 : Vous avez dit oui... de Geneviève Serreau, Petit Odéon
- 1984 : Tchin-Tchin de François Billetdoux, mise en scène avec Peter Brook, Théâtre Montparnasse
- 1986 : Adriana Monti de Natalia Ginzburg, Théâtre de l'Atelier
- 1988 : Une absence de Loleh Bellon, Théâtre des Bouffes-Parisiens
- 1988 : Les Trois Sœurs d’Anton Tchekhov, Festival d'Avignon : Verchinine
- 1990 : Zone libre de Jean-Claude Grumberg, Théâtre national de la Colline
- 1994 : Oleanna de David Mamet, Théâtre de la Gaîté-Montparnasse
- 1998 : Histoire de Marie de Brassaï, Théâtre des Bouffes du Nord
- 1999 : Étoiles de Pierre Laville, Théâtre de la Madeleine
- 2002 : Knock ou le triomphe de la médecine de Jules Romains, Théâtre de l'Athénée-Louis-Jouvet
- 2003 : Inconnu à cette adresse de Kressmann Taylor, Maison des Métallos

## Doublage
- 2011 : Le Chat du rabbin : voix du rabbin Sfar.

## Distinctions

### Décorations
- Officier de la Légion d'honneur (2013) ; chevalier (2002)[4]
- Officier de l'ordre des Arts et des Lettres (2006)[5] ; chevalier (date inconnue)

### Récompenses
- Prix du Syndicat de la critique 1998 : meilleur comédien dans Je suis un phénomène
- Festival Jean Carmet de Moulins 2009 : Meilleur second rôle masculin (prix du Public) pour  La Grande Vie

### Nominations
- Molières 1989 : Molière du metteur en scène pour Une absence
- César 2006 : César du meilleur acteur dans un second rôle pour Caché